# رفتار انسان
رفتار انسانی یا رفتار انسانی (انگلیسی: Human behavior) ظرفیت (روانی، فیزیکی، و اجتماعی) بالقوه و ابرازشدهٔ فرد انسان برای واکنش بهمحرک‌های داخلی و خارجی در سراسر زندگی‌اش است. در حالی که صفات خاصی از شخصیت، مزاج، و ساختار ژنتیکی فرد ممکن است ثابت باشد، دیگر رفتارها با پیش‌رفت فرد در مراحل زندگی ــ از تولد به نوجوانی، بزرگ‌سالی، والدگری و بازنشستگی ــ دست‌خوش دگرگونی می‌شود.